# Rode cotinga
De rode cotinga (Phoenicircus carnifex) is een zangvogel uit de familie van de cotinga's (Cotingidae). De wetenschappelijke naam van de soort werd als Lanius carniflex in 1758 gepubliceerd door Carl Linnaeus.

## Verspreiding en leefgebied
Deze soort komt voor in de Guyana's en noordelijk Brazilië.

## Status
De grootte van de populatie is niet gekwantificeerd maar de soort wordt omschreven als schaars en met een versnipperde verspreiding. Op de Rode lijst van de IUCN heeft deze soort de status niet bedreigd.